# Schweizer Badmintonmeisterschaft 1961
Die Schweizer Badmintonmeisterschaft 1961 fand in Luzern statt. Es war die siebente Austragung der nationalen Titelkämpfe im Badminton in der Schweiz.

## Finalresultate
| Disziplin    | Sieger                          | Finalist                           | Ergebnis            |
| ------------ | ------------------------------- | ---------------------------------- | ------------------- |
| Herreneinzel | Francis Colomb                  | Heinz Honegger                     | 15-7, 9-15, 15-6    |
| Dameneinzel  | Lotti Füller                    | Susi Böhler                        | 11-3, 12-10         |
| Herrendoppel | Francis Colomb Heinz Honegger   | Albert Bodmer Jürg Honegger        | 18-17, 14-17, 15-8  |
| Damendoppel  | nicht ausgetragen               | nicht ausgetragen                  | nicht ausgetragen   |
| Mixed        | Tilbert Haberfeld Sally Conzett | Hans-Peter Conzett Dora Hörnlimann | 15-5, 4-1 (Aufgabe) |